# Lydella grisescens
Lydella grisescens är en tvåvingeart som beskrevs av Robineau-desvoidy 1830. Lydella grisescens ingår i släktet Lydella och familjen parasitflugor. Arten är reproducerande i Sverige. Inga underarter finns listade i Catalogue of Life.